# Olaf II di Norvegia
Olaf II Haraldsson, detto il Grosso o il Santo (in norvegese Olav Digre o Olav den Hellige; Ringerike, 995 – Stiklestad, 29 luglio 1030), fu re di Norvegia dal 1015 al 1028 ed è considerato santo e martire dalla Chiesa cattolica e ortodossa.

## Biografia

### Primi anni
Nacque intorno al 995, anno in cui Olaf Tryggvason giunse in Norvegia, in un ambiente totalmente pagano. Secondo le saghe medievali in lingua islandese, sua madre fu Åsta Gudbrandsdatter e suo padre Harald Grenske, bisnipote di Harald I Bellachioma. In lingua norrena il nome di Olaf II Haraldsson era Óláfr.
All'età di dodici anni intraprese le prime scorrerie sulle coste dell'Europa (Paesi baltici, Spagna, Francia) e in particolare in Inghilterra, combattendo contro i danesi e dimostrando sin da giovanissimo, così dicono le fonti, un carattere orgoglioso e vendicativo. Pare che ricevette il battesimo intorno al 1014, durante un soggiorno in Normandia, dove i duchi normanni, sin dall'inizio del dominio avevano accettato il cristianesimo.

### Re di Norvegia
Tornato in Norvegia nel 1015 con un piccolo esercito, cominciò la scalata al potere. Nel 1016, nella decisiva battaglia di Nesjar, sconfisse Sveinn Hákonarson, legittimo erede nominale della corona, autoproclamandosi re e consolidando definitivamente il suo dominio sulla Norvegia.
Durante il suo regno cercò di annullare la minaccia del potere dei suoi vassalli a sud del Paese, e cercò di imporre l'insediamento del cristianesimo come religione di Stato, grazie anche all'aiuto e all'appoggio dato ai missionari cristiani e alla loro attività di evangelizzazione della popolazione. In seguito alle varie vittorie sui re territoriali e all'auto proclamazione a re di Norvegia, egli fu in grado di porsi in continuità con il suo omonimo e predecessore Olaf Tryggvason, reclutando tutti i suoi seguaci avversi alla dominazione straniera e continuando la sua opera di evangelizzazione forzata. Rispetto a quest’ultimo, tuttavia, la sua attenzione si concentrò sulle regioni del centro e del nord del Paese, dove permanevano le resistenze più tenaci, e sul consolidamento del potere centrale, sia politico che religioso. Stabilendo la propria corte a Nidaros, il sovrano girò di persona tutta la Norvegia accompagnato dal fedele vescovo inglese Grimkell, responsabile delle numerose legislazioni ecclesiastiche attuate durante il regno di Olaf II.
Insediò il suo potere anche sulle isole Orcadi, grazie ad una missione militare contro la Danimarca, che gli consentì di stringere un patto di pace con il re danese Olof di Svezia, stipulato nel 1020 nell'insediamento di Kungahälla.

### Morte e canonizzazione
Dopo tredici anni di dominio incontrastato e una vigorosa difesa della nuova religione, Olaf cominciò a vacillare a causa della pressione dei molti nemici in patria e fuori, i quali trovarono nel nuovo re danese Canuto una figura con la quale allearsi pur di scacciare il re di Norvegia. Ciò avvenne nel 1028, quando in un clima di crescente ostilità, Olaf fu costretto ad abbandonare il Paese. Due anni dopo, rientrò in Norvegia con un grande esercito reclutato in Svezia e il 29 luglio del 1030 si svolse la celebre battaglia di Stiklestad, non lontano da Nidaros. Il re cadde in battaglia, lasciando il potere in mano ai danesi.
La morte di Olaf non rappresentò affatto la conclusione della sua fama; al contrario, nel giro di un anno essa crebbe notevolmente, facendo il giro della Norvegia e dei paesi confinanti. A causa del malcontento generale intorno al dominio danese, la gente della Norvegia, ormai per buona parte cristianizzata, cominciò a vedere la morte di Olaf come un grave peccato non gradito a Dio. Oltre a ciò, numerose furono le testimonianze di miracoli avvenuti sul sito della battaglia, nonché su quello della sepoltura di Olaf. A un anno dalla sua morte, fu l’abile Grimkell a sfruttare la situazione favorevole dichiarando la santità del defunto sovrano: è possibile che, in quanto inglese, egli avesse familiarità con le modalità di canonizzazione dei re inglesi (primo fra tutti Alfredo il Grande), e quindi cominciò da subito a raccogliere e diffondere le notizie dei miracoli segnalati per riuscire, in poco tempo, a fondare una vera e propria venerazione intorno al re. Con una cerimonia solenne le spoglie furono deposte nella chiesa di San Clemente a Nidaros e, non molti anni dopo, nella cattedrale costruita appositamente per ospitarle, dove ogni anno il 29 luglio si festeggia il martire.

## Fonti
Esistono due tipologie di fonti dirette che narrano la storia del re e santo norvegese: le prime, di tipo letterario, sono le saghe (dall'islandese "storie") scritte in lingua islandese nel corso del Pieno Medioevo, miranti a narrare le vicende del personaggio storico, del popolo e della sua discendenza in chiave spesso celebrativa; le seconde sono le agiografie, vastamente conosciute in ambito cristiano: opere di tipo prettamente religioso, che intendono, attraverso la descrizione di un modello ideale di devozione, quello del santo, fornire al destinatario un messaggio edificante ed educativo. Entrambe queste tipologie di fonti, a causa dei loro intenti, non sono totalmente affidabili a livello storico.

### Saghe

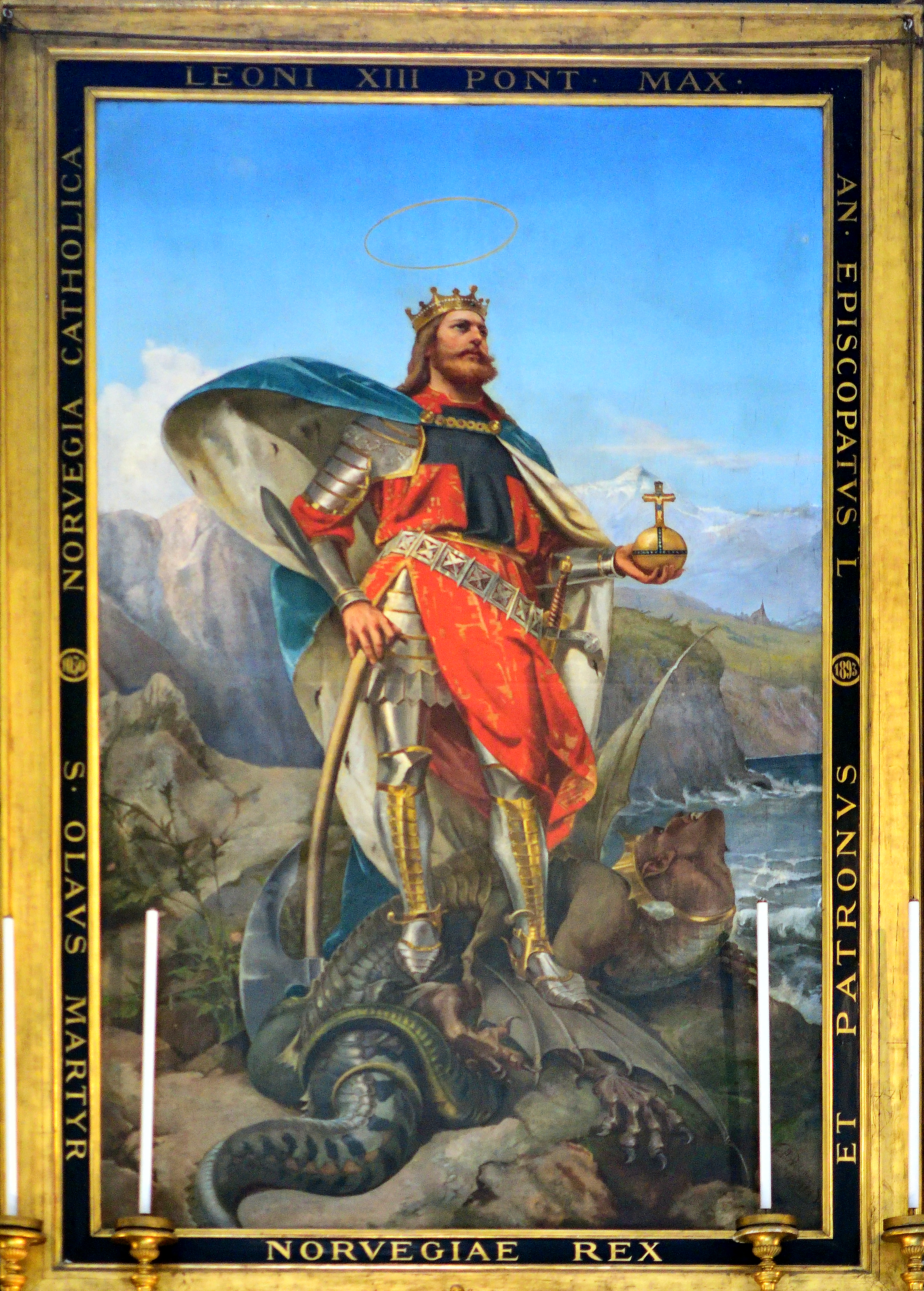
Sant'Olav II, Re di Norvegia di Pius Weloński (1849-1931), cappella dedicata a Sant'Olaf presso la chiesa di San Carlo al Corso, Roma. Il patrono della Norvegia è rappresentato in armatura (in questo caso in stile impropriamente quattrocentesca), con la corona in testa, mentre tiene in una mano il globo e nell'altra l'ascia, simbolo del suo martirio. In questo caso, il re è trionfante, in piedi sopra un drago incoronato, probabile allegoria del suo passato pagano.

Si conoscono principalmente cinque saghe interamente dedicate a Olaf II re e santo:
- Saga di Olaf Haraldsson il Santo[10]: del 1225, tra le saghe dedicate al santo, la più completa e ricca di particolari, nonché quella che è arrivata sino ai giorni nostri nella forma più completa; è contenuta nell'Heimskringla del letterato islandese Snorri Sturluson (1179-1241). La versione presente nell'Heimskringla è un adattamento dalla cosiddetta Saga Separata di Sant'Olaf, la prima saga ad essere stata redatta da Snorri e pensata per rimanere a sé stante.
- Saga Antica di Sant'Olaf: la più datata, risalente ai primi anni del XII secolo e giunta a noi in frammenti, sembra che contenesse la biografia del santo dall’infanzia alla morte e una breve trattazione sui miracoli; essa è, tuttavia, incoerente e contraddittoria in più punti.
- Saga Leggendaria di Sant'Olaf : della prima metà del XIII secolo, caratterizzata da una narrazione più epica che storica, come suggerisce il titolo, un testo più breve ma più focalizzato sulla spiritualità del protagonista.
- Olafs Saga helga: titolo generico per una piccola biografia di Olaf presente nel Fagrskinna, una saga dei re scritta intorno al 1220.
- Lífssaga: “biografia” di Sant'Olaf, composta nel 1220 da Styrmir Kárason.

#### LaSaga di Olaf Haraldsson il Santodell'Heimskringla
Tra tutte, quella di Snorri è considerata la saga più completa, ricca di particolari e dotata di grande coerenza narrativa, dunque la più diffusa. Gli episodi si succedono in sequenza cronologica, rimanendo per la maggior parte focalizzati sulla vita umana di Olaf e sulle sue implicazioni politiche e militari piuttosto che sulle vicende succedute alla canonizzazione, a cui sono dedicati solamente gli ultimi diciassette capitoli e alcuni episodi nelle saghe successive.
Essa è anche la più lunga ed articolata: si compone di duecento sessantacinque capitoli contenenti non solo episodi riguardanti la vita del santo, ma anche digressioni sulla storia di altri Paesi (la Svezia, l'Islanda, le Orcadi) e di altri personaggi celebri del periodo a cavallo tra X e XI secolo. Tale lasso di tempo, quello in cui vive e regna Olaf II Haraldsson, è caratteristico per il passaggio piuttosto traumatico dal tempo dei vichinghi a quello dei cristiani, cominciato già con Olaf Tryggvason; quest'epoca si riflette fortemente sulla narrazione delle vicende, tanto che è possibile riscontrare all'interno della saga una forte compresenza di elementi del mondo pagano e di quello cristiano, non solo negli oggetti o nei comportamenti dei personaggi, ma anche nella mentalità del protagonista, a volte ritratto come un violento guerriero vichingo e altre come un nobile re cristiano.

### Agiografie
Svariate sono le testimonianze scritte dei miracoli di Olaf appartenenti agli anni immediatamente successivi alla sua morte. È facile pensare che a partire dalla seconda metà dell'XI secolo molte fossero le opere a carattere agiografico sul santo circolanti dentro e fuori dalla Norvegia. Fra tutte si può citare il poema Geisli (“Raggio di Luce”) del 1152 di Einarr Skúlason, l'Antico libro norvegese delle Omelie del XIII secolo, nonché la Passio et Miracula beati Olaui, scritta in latino da Eysteinn Erlendsson, l’agiografia più completa di Olaf, databile intorno alla metà del XII secolo. 

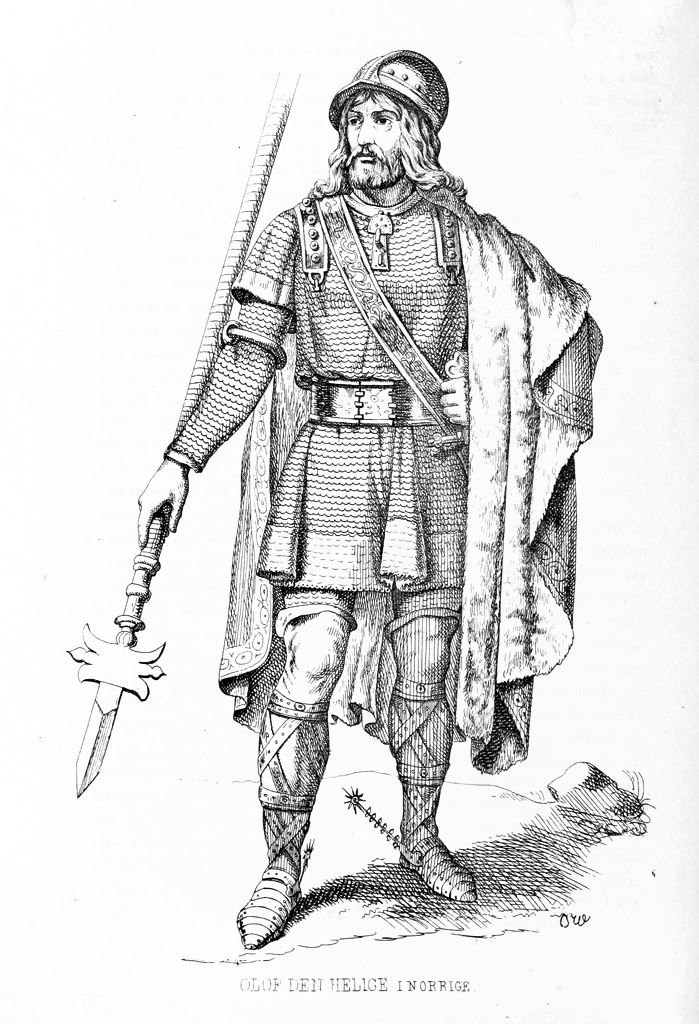
Olaf II in un'illustrazione del 1850

#### Passio et Miracula beati Olaui
La Passio risulta essere una semplice versione “aggiornata” di tutte le opere agiografiche precedenti, essendo quella che, pur condividendone una buona parte con esse, contiene più attestazioni di miracoli. Si tratta di un'opera dalla complessa storia editoriale, edita prima da Gustav Storm a partire da singoli frammenti sparsi nel 1880 con il nome di Acta sancti Olavi regis et martyris, poi in versione completa da Frederick Metcalfe nel 1881, comunemente chiamata Passio et miracula beati Olaui e tratta da un manoscritto appartenuto all'abbazia di Fountains, generalmente considerata la versione definitiva, databile a partire dal XII secolo. Quest'ultima viene ancora oggi considerata, in linea di massima, l'agiografia fondamentale di Sant'Olaf.
Il contenuto della Passio è una sostanziale narrazione di una cinquantina di miracoli e prodigi operati dal santo prima e dopo il martirio, con pochissima attenzione per gli aspetti biografici del protagonista. L'intento dell'opera è quello edificante di portare i fedeli alla conoscenza del martire, all'imitazione dei suoi comportamenti esemplari e idealizzati e alla sua venerazione insieme a quella di Dio. La differenza fondamentale con la storiografia, dunque, sta nel rappresentare le vicende della vita del protagonista senza seguire un tempo successivo e lineare, procedendo su una linea stereotipata di comportamenti esemplari e idealizzati, con lo scopo di portare l’attenzione del lettore verso la devozione in Dio e nei suoi prodigi, piuttosto che sulle questioni umane.
Ciononostante, anche un'agiografia come la Passio può essere utile per comprendere la storia e la società dell'epoca in cui è stata prodotta. In questo caso specifico, Olaf rappresenta il primo “re santo” di una Scandinavia ancora alle prese con la conversione dei pagani superstiti, dunque l'agiografia, che condivide motivi già presenti nelle vite dei “re santi anglosassoni”(Alfredo il Grande, Edoardo il Confessore), assume la funzione di fornire al cristianesimo nordico un’identità più definita, quasi un vessillo sotto al quale i neo convertiti potevano riunirsi e rafforzare il proprio credo.
| Tipologia del miracolo                             | Numero di miracoli | Particolarità |
| -------------------------------------------------- | ------------------ | --- |
| Cura dei malati                                    | 26                 | A farsi curare da Olaf sono generalmente persone sorde, mute, cieche, mutile o genericamente inferme. In un caso, Olaf cura lo stesso autore dell'agiografia, l'arcivescovo Eysteinn Erlendsson, caduto da un'impalcatura durante la costruzione della cattedrale di Nidaros, appena in tempo per le celebrazioni del 29 luglio.       |
| Assistenza ai fedeli nel bisogno                   | 8                  | Olaf assiste i suoi fedeli, coloro che per molto tempo, con costanza e fede indissolubile hanno invocato il suo aiuto, nei più svariati modi: per liberarsi dalla prigionia o da visioni demoniache, per ritrovare bambini scomparsi, per edificare chiese, ma anche per la caccia e il bestiame.                                      |
| Salvataggio degli innocenti da pericoli            | 5                  | I fedeli a Olaf vengono salvati dal santo se innocenti in occasioni di pericolo, generalmente dal rischio di morte violenta o imprigionamento. |
| Estinzione di incendi                              | 4                  | Le comunità fedeli a Olaf invocano il santo in caso di incendio, il quale interviene prontamente nel pericolo. Uno di questi incendi avviene per mano di un piromane ai danni della cattedrale di Nidaros; l'occasione è buona per il santo per punire il malvagio con la cecità.                                                      |
| Prodigiosità del contatto con le spoglie del santo | 3                  | Si fa accenno all'incorruttibilità della salma del re e alla prodigiosità del contatto con essa, ad esempio: un re (il cui nome viene taciuto) si cura il ginocchio appoggiandolo sulla pietra su cui è avvenuto il martirio di Olaf, dunque sul suo sangue; un cieco guarisce dopo aver toccato la terra in cui era sepolto il Santo. |
| Miracoli in vita                                   | 2                  | Si tratta dell'apparizione a Olaf di Cristo prima della battaglia di Stiklestad e della miracolosa incolumità in seguito all'esposizione al fuoco. |
| Vittoria in battaglia                              | 2                  | Olaf assiste prima un suo nipote in Irlanda e poi l'imperatore di Costantinopoli, che molto aveva sentito parlare del prodigioso santo, per vincere una battaglia rispettivamente contro un tiranno e contro i pagani |
| Punizione dei malvagi                              | 2                  | Olaf punisce con l'accecamento coloro che hanno commesso un affronto nei suoi confronti, nello specifico un padrone che non permetteva alla serva devota di festeggiare il 29 luglio e un piromane in procinto di bruciare le sue spoglie.                                                                                             |
| Conversione dei pagani ed espiazione dei peccati   | 2                  | In soli due casi Olaf, attraverso un'iniziale punizione per cattivo comportamento, porta le loro anime a pentirsi o ricredersi, accogliendole con rinnovato affetto nel novero dei suoi fedeli. |

## Culto

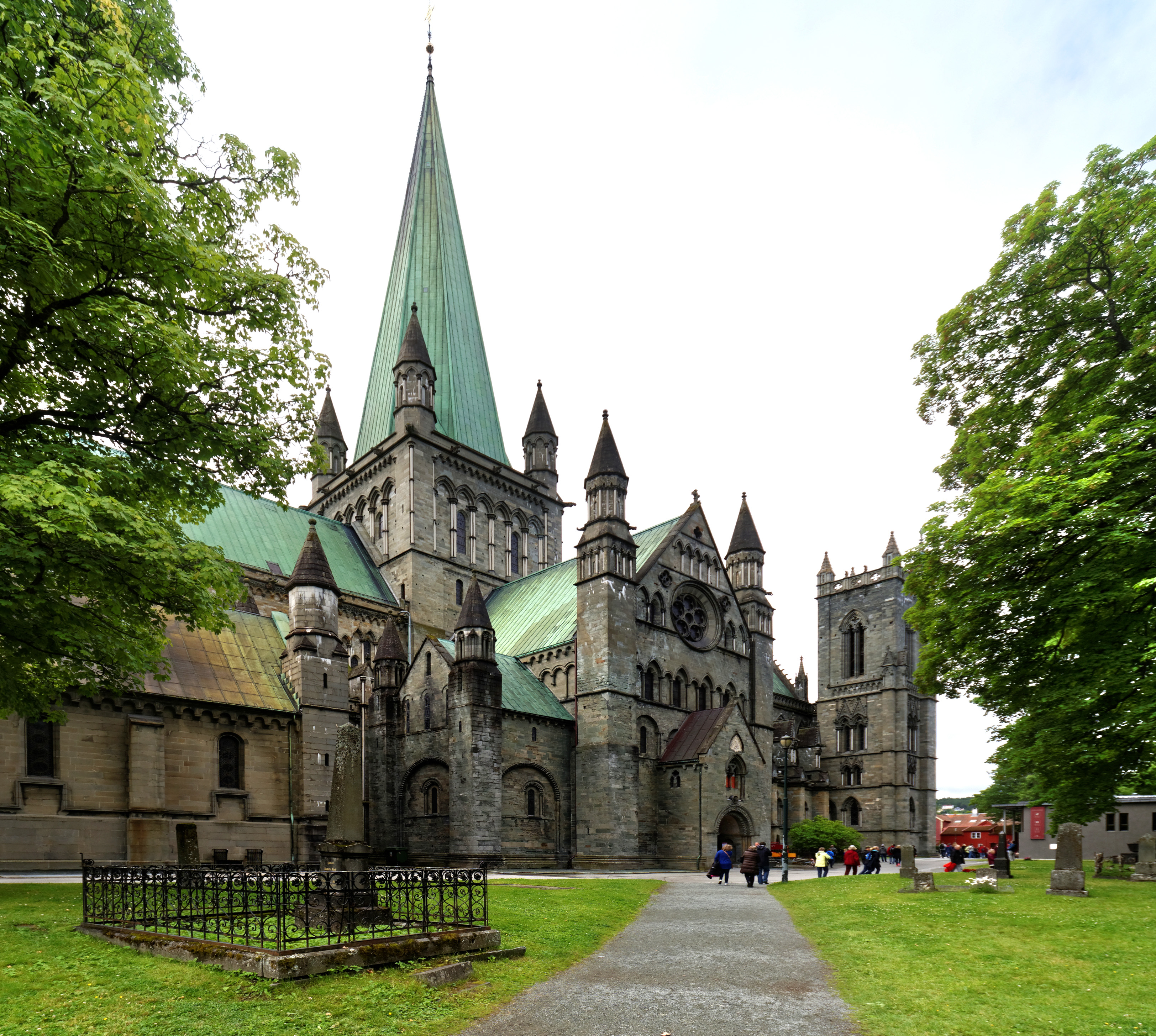
La cattedrale di Nidaros, oggi Trondheim, dedicata al Santo patrono norvegese Olaf.

Grazie alle numerose fonti dedicate interamente al santo, dalla poesia scaldica alle saghe, dalle agiografie alle opere storiografiche, possiamo affermare con certezza che un vero e proprio culto nacque intorno alla figura del re in seguito alla sua morte. Ciò costituì un punto fermo per la storia politica del Paese, dal momento che per la prima volta tutti i Norvegesi cominciarono a raccogliersi volontariamente intorno a un'unica figura regale, che ben presto divenne il patrono della Norvegia unita. In seguito alle svariate testimonianze dell’incorruttibilità del suo cadavere e dei miracoli avvenuti presso la sua sepoltura, il vescovo Grimkell, il 3 agosto 1031 ne decretò la venerazione, rendendolo popolare non solo all'interno del Paese, ma in tutto il nord Europa: molte sono le attestazioni di chiese dedicate al santo in tutto il continente (persino a Costantinopoli) nonché di feste e celebrazioni in suo onore. Il culto di sant’Olaf divenne una tradizione per il Paese, in particolare per la cittadina ospitante le reliquie del Santo, Nidaros, che grazie ai grandi afflussi di pellegrini fu in grado di crescere fino a diventare la prima e unica sede arcivescovile in Norvegia.
Il culto di Olaf si protrasse per tutto il Medioevo, fino alla riforma protestante: le reliquie di sant'Olaf, infatti, andarono distrutte probabilmente nei primi anni del Cinquecento, mentre nel 1542 la cattedrale di Nidaros divenne sede di un sovrintendente della chiesa luterana. Il culto fu restaurato ufficialmente solo nel 1930, 900 anni dopo la sua morte, anche se la memoria di Olaf non aveva mai veramente abbandonato la cultura popolare norvegese.
Oggi, Olaf II di Norvegia è considerato dalla Chiesa cattolica e ortodossa santo e martire. È generalmente raffigurato con i simboli dello scudo, dell'ascia danese (occasionalmente sostituita dalla spada), e del globo; in molte rappresentazioni della sua morte è dipinto con le tre ferite (al ginocchio, al collo ed al petto) che, secondo la tradizione, gli sarebbero state inflitte durante la battaglia da suoi tre nemici (Thorir Hund, Kalv Arnesson e Torstein Knarresmed). Il giorno di sant'Olaf, il 29 luglio in ricordo del martirio, è una festività nazionale in Norvegia, nelle isole Faroe, e in certe province di Svezia e Finlandia; viene comunemente definita Olsok.

## Ascendenza
|                      |                           |                          | Genitori |  |  | Nonni |  |  | Bisnonni                 |  |  | Trisnonni            |  |
|                      |                           |                          |          |  |  |       |  |  | Björn Farmann Haraldsson |  |  | Harald I di Norvegia |  |
|                      |                           |                          |          |  |  |       |  |  | Björn Farmann Haraldsson |  |  | Harald I di Norvegia |  |
|                      |                           | Svanhildr Eysteinsdóttir |          |  |  |       |  |  | Björn Farmann Haraldsson |  |  |                      |  |
| Gudrød Bjørnsson     |                           |                          |          |  |  |       |  |  | Björn Farmann Haraldsson |  |  |                      |  |
|                      |                           |                          |          |  |  |       |  |  |                          |  |  |                      |  |
|                      |                           |                          |          |  |  |       |  |  |                          |  |  |                      |  |
|                      |                           | …                        |          |  |  |       |  |  |                          |  |  |                      |  |
| Harald Grenske       |                           |                          |          |  |  |       |  |  |                          |  |  |                      |  |
|                      |                           |                          | …        |  |  |       |  |  |                          |  |  |                      |  |
|                      |                           |                          |          |  |  |       |  |  |                          |  |  |                      |  |
|                      |                           | …                        |          |  |  |       |  |  |                          |  |  |                      |  |
|                      |                           |                          |          |  |  |       |  |  |                          |  |  |                      |  |
|                      |                           | …                        | …        |  |  |       |  |  |                          |  |  |                      |  |
|                      |                           | …                        | …        |  |  |       |  |  |                          |  |  |                      |  |
|                      |                           | …                        | …        |  |  |       |  |  |                          |  |  |                      |  |
| Olaf II di Norvegia  |                           | …                        |          |  |  |       |  |  |                          |  |  |                      |  |
|                      | Torleiv Skjalg Ogmundsson | …                        |          |  |  |       |  |  |                          |  |  |                      |  |
|                      | Torleiv Skjalg Ogmundsson | …                        |          |  |  |       |  |  |                          |  |  |                      |  |
|                      | Torleiv Skjalg Ogmundsson | …                        |          |  |  |       |  |  |                          |  |  |                      |  |
| Erling Skjalgsson    | Torleiv Skjalg Ogmundsson |                          |          |  |  |       |  |  |                          |  |  |                      |  |
|                      |                           | …                        | …        |  |  |       |  |  |                          |  |  |                      |  |
|                      |                           | …                        | …        |  |  |       |  |  |                          |  |  |                      |  |
|                      |                           | …                        | …        |  |  |       |  |  |                          |  |  |                      |  |
| Åsta Gudbrandsdatter |                           | …                        |          |  |  |       |  |  |                          |  |  |                      |  |
|                      |                           | …                        | …        |  |  |       |  |  |                          |  |  |                      |  |
|                      |                           | …                        | …        |  |  |       |  |  |                          |  |  |                      |  |
|                      |                           | …                        | …        |  |  |       |  |  |                          |  |  |                      |  |
| Astrid Eiriksdatter  |                           | …                        |          |  |  |       |  |  |                          |  |  |                      |  |
|                      |                           | …                        | …        |  |  |       |  |  |                          |  |  |                      |  |
|                      |                           | …                        | …        |  |  |       |  |  |                          |  |  |                      |  |
|                      |                           | …                        | …        |  |  |       |  |  |                          |  |  |                      |  |
|                      |                           | …                        |          |  |  |       |  |  |                          |  |  |                      |  |